# Посольство України у Фінляндії
Посольство України у Фінляндській Республіці — дипломатична місія України у Фінляндській Республіці, знаходиться в Гельсінкі.

## Завдання посольства
Основне завдання Посольства України в Гельсінкі представляти інтереси України, сприяти розвиткові політичних, економічних, культурних, наукових та інших зв'язків, а також захищати права та інтереси громадян і юридичних осіб України, які перебувають на території Фінляндської Республіки та Ісландії.
Посольство сприяє розвиткові міждержавних відносин між Україною і Фінляндською Республікою та Україною і Республікою Ісландія на всіх рівнях, з метою забезпечення гармонійного розвитку взаємних відносин, а також співробітництва з питань, що становлять взаємний інтерес. Посольство виконує також консульські функції.

## Історія дипломатичних відносин
Історія дипломатичних відносин між Україною та Фінляндською Республікою починається з 1918 року, коли Фінляндія однією з перших країн визнала Україну і відкрила своє дипломатичне представництво в Києві. Українська Держава започаткувала своє посольство в Гельсінкі.
Після проголошення незалежності Україною 24 серпня 1991 року Фінляндія визнала Україну 30 грудня 1991 року. 26 лютого 1992 року між Україною та Фінляндською Республікою було відновлено дипломатичні відносини. З квітня 1992 року функціонує Посольство Фінляндії в Україні, а з грудня 1992 року — Посольство України у Фінляндській Республіці. Інтереси України в Ісландії забезпечуються Посольством України у Фінляндії.

## Почесне консульство України в Рейк'явіку
Українсько-ісландські двосторонні відносини почалися 19 січня 1992 року після визнання незалежності України. 30 березня 1992 року між нашими країнами було встановлено дипломатичні відносини. У травні 2002 року відкрито Почесне консульство України в Ісландії. У жовтні 2003 року відкрито Почесне консульство Ісландії в Україні.
- Адреса: Laugavegur 7, 101 Рейк'явік, Ісландія

## Українська діаспора
Українська громада у Фінляндії є відносно молодою, нечисельною, але згуртованою; вона сформувалася здебільшого за рахунок еміграції і налічує близько п’яти тисяч осіб (станом на 31 грудня 2019 р. на території Фінляндії постійно проживає близько 5,4 тис. громадян України).  Місцями компактного проживання є мм. Гельсінкі, Тампере, Ювяскюля, Турку, Оулу, Сало.
Об’єднання українців: «Товариство українців у Фінляндії» було засновано у 1997 році. Основним напрямом роботи Товариства є об'єднання між собою українців, поширення української культури в країні проживання, підтримка української мови. З метою популяризації української мови та культури у 2014 році Товариством створений Український театр. Обізнаності фінляндського суспільства із українським культурним надбанням сприяє Український кіноклуб, у рамках якого демонструються українські фільми, як класичні, так і сучасні. 
Українцями м.Турку організовано товариство «Українці  Фінляндії». Організація створена в 2009 році. 
В м.Тампере створили осередок «Товариство українців в Тампере». 
Активно функціонує також Міжнародний український культурний центр [Архівовано 11 серпня 2021 у Wayback Machine.].

## Нормативно-правові акти
1. Угода між Урядом України і Урядом Фінляндської Республіки про встановлення дипломатичних і консульських відносин (у формі обміну листами) від 26.02.1992 (дата набуття чинності 26.02.1992);
2. Угода між Урядом України і Урядом Фінляндської Республіки про торгівлю і економічне співробітництво від 14.05.1992 (дата набуття чинності 01.03.1993);
3. Угода між Міністерством сільського господарства і продовольства України та Міністерством сільського господарства і лісу Фінляндії про економічне, науково-технічне і виробниче співробітництво у галузі сільського господарства і виробництва харчових продуктів від 28.10.1993 (дата набуття чинності 28.10.1993);
4. Меморандум про дружбу та співробітництво між Києвом і Гельсінкі від 12.11.1993 (дата набуття чинності 12.11.1993);
5. Меморандум про наукове співробітництво між Національною Академією Наук України і Академією Фінляндії від 31.10.1994 (дата набуття чинності 31.10.1994);
6. Конвенція між Урядом України та Урядом Республіки Фінляндія про уникнення подвійного оподаткування та попередження податкових ухилень стосовно податків на доходи і майно від 14.10.1994 (дата набуття чинності 14.02.1998);
7. Угода про співробітництво між Торгово-промисловою палатою України і Центральною торговою палатою Фінляндії від 09.02.1996 (дата набуття чинності 09.02.1996);
8. Спільний протокол про співробітництво між Українським Союзом промисловців і підприємців та Фінською Спілкою промисловців і роботодавців від 08.02.1996 (дата набуття чинності 08.02.1996);
9. Угода між Урядом України і Урядом Фінляндської Республіки про повітряне сполучення від 05.06.1995 (дата набуття чинності 01.03.1996);
10. Угода між Урядом України і Урядом Фінляндської Республіки про взаємодопомогу в митних справах від 01.07.1997 (дата набуття чинності 13.04.1998);
11. Угода між Урядом України і Урядом Фінляндської Республіки про оперативне сповіщання про ядерні аварії, а також обмін інформацією та співробітництво в галузі ядерної безпеки і радіаційного захисту від 08.02.1996 (дата набуття чинності 07.10.1997);
12. Меморандум про взаєморозуміння щодо співробітництва в галузі освіти, навчання і наукових досліджень між Міністерством освіти і науки України та Міністерством освіти і культури Фінляндської Республіки від 31.03.1998 (дата набуття чинності 31.03.1998);
13. Меморандум про взаєморозуміння щодо наукового та технологічного співробітництва між Державним комітетом з питань науки та інтелектуальної власності України і Міністерством торгівлі та промисловості Фінляндської Республіки від 15.04.1999 (дата набуття чинності 15.04.1999);
14. Угода між Урядом України і Урядом Фінляндської Республіки про міжнародні автомобільні перевезення від 02.06.1995;
15. Угода між Державним комітетом молодіжної політики, спорту і туризму України та Державною радою з питань туризму Фінляндії про співробітництво в галузі туризму від 16.06.2000 (дата набуття чинності 16.06.2000);
16. Меморандум про практичне застосування Угоди між Урядом України і Урядом Фінляндії про взаємну допомогу у митних справах від 28.09.2000 (дата набуття чинності 28.10.2000);
17. Меморандум про взаєморозуміння між Міністерством оборони України та Міністерством оборони Фінляндії від 03.09.2001 (дата набуття чинності 03.09.2001);
18. Меморандум про взаєморозуміння щодо співробітництва в галузі культури між Міністерством культури і мистецтв України та Міністерством освіти і культури Фінляндської Республіки від 08.10.2003 (дата набуття чинності 08.10.2003);
19. Меморандум про взаєморозуміння в галузі освіти і науки між Міністерством освіти і науки України та Міністерством освіти і культури Фінляндської Республіки від 08.10.2003(дата набуття чинності 08.10.2003);
20. Меморандум за результатами зустрічі Голови Державної прикордонної служби України та Заступника начальника Прикордонної охорони Фінляндської Республіки від 13.03.2004 (дата набуття чинності 13.03.2004);
21. Протокол про поглиблення співробітництва між містом Тампере, Фінляндська Республіка, і містом Києвом, Україна від 14.05.2004 (дата набуття чинності 14.05.2004);
22. Меморандум про взаєморозуміння щодо співробітництва у сфері юстиції між Міністерством юстиції України та Міністерством юстиції Фінляндської Республіки від 08.04.2005 (дата набуття чинності 08.04.2005);
23. Угода між Урядом України та Урядом Фінляндської Республіки про сприяння та взаємний захист інвестицій від 07.10.2004 (дата набуття чинності 07.12.2005);
24. Рамкова угода між Україною та Північним інвестиційним банком від 23.12.2005 (дата набуття чинності 14.12.2006);
25. Меморандум про взаєморозуміння між “Укрексімбанком” та Північним інвестиційним банком від 26.10.2006 (дата набуття чинності 26.10.2006);
26. Меморандум про взаєморозуміння щодо визнання підготовки та дипломування моряків для роботи на суднах під прапором Фінляндії між Міністерством транспорту та зв’язку України та Фінською морською адміністрацією від 10.01.2007 (дата набуття чинності 10.01.2007);
27. Меморандум про взаєморозуміння щодо визнання підготовки та дипломування моряків для роботи на суднах під прапором України між Фінською морською адміністрацією та Міністерством транспорту та зв’язку України від 10.01.2007 (дата набуття чинності 10.01.2007);
28. Меморандум про взаєморозуміння між Міністерством з питань житлово-комунального господарства України та Північною екологічною фінансовою корпорацією (НЕФКО) від 05.09.2008 (дата набуття чинності 05.09.2008);
29. Угода про співробітництво між Гельсінським Університетом та Національним університетом «Києво-Могилянська Академія» від 15.09.2008 (дата набуття чинності 15.09.2008);
30. Протокол про наміри між Одеською обласною державною адміністрацією та Регіональною Радою Південно-західного регіону Фінляндії від 12.11.2008 (дата набуття чинності 12.11.2008);
31. Угода про співпрацю між Державною геологічною службою України та Геологічною службою Фінляндії від 03.06.2009 (дата набуття чинності 03.06.2009);
32. Рамкова угода між Урядом України та Північною екологічною фінансовою корпорацією від 17.09.2009 (дата набуття чинності 18.11.2010);
33. Меморандум про взаєморозуміння між Адміністрацією Державної служби спеціального зв’язку та захисту інформації України і Міністерством транспорту і комунікацій Фінляндської Республіки про співробітництво у сфері телекомунікацій від 03.12.2012 (дата набуття чинності 03.12.2012);
34. Меморандум про взаєморозуміння між Державною службою фінансового моніторингу України та Національним бюро розслідування, Підрозділом фінансової розвідки Фінляндської Республіки щодо співробітництва в сфері обміну фінансовою інформацією, пов'язаною з легалізацією (відмиванням) доходів, одержаних злочинним шляхом, або фінансуванням тероризму від 10.07.2012 (дата набуття чинності 10.07.2012);
35. Спільна заява за результатами зустрічі Міністра внутрішніх справ України і Міністра внутрішніх справ Фінляндської Республіки від 31.03.2016;
36. Меморандум про взаєморозуміння у сферах енергоефективності, відновлюваної енергетики та альтернативних видів палива між Державним агентством з енергоефективності та енергозбереження України та Міністерством закордонних справ Фінляндської Республіки від 24.01.2017;
37. Меморандум про взаєморозуміння між Українським гідрометеорологічним центром та Фінським метеорологічним інститутом щодо співробітництва в області метеорології, кліматології та якості атмосферного повітря (лютий 2018 р);
38. Угода між Урядом України та Урядом Фінляндської Республіки про реалізацію проекту «Фінська підтримка реформи української школи» від 05.03.2018 (дата набуття чинності 07.08.2018);
39. Угода про співробітництво між Українським союзом промисловців і підприємців та Конфедерацією фінської індустрії від 18.09.2018;
40. Меморандум про співробітництво між Галузевим державним архівом СБУ та Національним архівом Фінляндії від 14.05.2019;
41. Меморандум про співробітництво між Державою архівною службою України та Національним архівом Фінляндії від 12.09.2019;
42. Угода між Україною та Фінляндською Республікою про взаємну охорону інформації з обмеженим доступом від 12.09.2019;
43. Меморандум про взаєморозуміння щодо співробітництва між Державною міграційною службою України та Імміграційною службою Фінляндської Республіки з питань міграції, надання притулку та громадянства від 07.02.2020.

## Керівники дипломатичної місії
1. Лоський Костянтин Володимирович (1918—1919)
2. Залізняк Микола Кіндратович (1919)
3. Кедровський Володимир Іванович (1919—1920)
4. Сливенко Петро Павлович (1920—1922)
5. Масик Костянтин Іванович  (1992—1997)
6. Подолєв Ігор Валентинович (1997—2001)
7. Сардачук Петро Данилович (2001—2003)
8. Майданник Олександр Іванович (2003—2007)
9. Дещиця Андрій Богданович (2007—2012)
10. Селін Олексій Миколайович (2012—2013) т.п.
11. Василенко Сергій Олександрович (2013—2014) т.п.
12. Олефіров Андрій Володимирович (2014[2]—2019[3])
13. Квас Ілля Євгенович (2019—2020) т.п.
14. Юнгер Михайло Бейлович (2020) т.п.
15. Діброва Ольга Олександрівна (2020-2025)
16. Видойник Михайло Михайлович (з 2025)